# Án lệ 25/2018/AL
Án lệ 25/2018/AL về không phải chịu phạt cọc vì lý do khách quan là án lệ công bố thứ 25 thuộc lĩnh vực dân sự của Tòa án nhân dân tối cao tại Việt Nam, được Hội đồng Thẩm phán Tòa án nhân dân tối cao thông qua, Chánh án Tối cao Nguyễn Hòa Bình ra quyết định công bố ngày 6 tháng 11 năm 2018, và có hiệu lực cho tòa án các cấp trong cả nước nghiên cứu, áp dụng trong xét xử từ ngày 3 tháng 12 năm 2018. Án lệ 25 dựa trên nguồn là Quyết định giám đốc thẩm số 79 ngày 23 tháng 2 năm 2012 của Tòa Dân sự Tòa án nhân dân tối cao về vụ án tranh chấp hợp đồng đặt cọc tại Thành phố Hồ Chí Minh, nội dung xoay quanh hợp đồng đặt cọc; hợp đồng mua bán nhà; phạt cọc; giao kết hợp đồng; và lý do khách quan.
Trong vụ việc, nguyên đơn Phan Thanh L và bị đơn Trương Hồng Ngọc H có giao dịch dân sự là hợp đồng đặc cọc, nhưng không thể thực hiện. Nguyên đơn yêu cầu phạt cọc như trong thỏa thuận, bị đơn không đồng ý vì cho rằng đó là trường hợp khách quan. Từ đây, vụ án được chọn làm án lệ để xác định vấn đề đặt cọc và phạt cọc dựa trên thực tế khách quan.

## Tóm lược vụ án
Tại phường Tân Quy, Quận 7, Thành phố Hồ Chí Minh, có một căn nhà được Cục Thi hành án dân sự Thành phố Hồ Chí Minh phát mãi đấu thầu. Trương Hồng Ngọc H (gọi tắt: bà H) và người chồng sống chung, không có đăng ký kết hôn là Lại Hồng T (gọi tắt: ông T) mua đấu giá và đứng tên. Sau đó, bà H giao kết hợp đồng đặt cọc với Phan Thanh L (gọi tắt: ông L), việc đặt cọc để tiến hành quá trình sang nhượng mảnh đất đứng tên. Trong quá trình thực hiện thì vấn đề xảy ra trong thủ tục sang tên quyền sở hữu nhà, căn nhà vẫn chưa hoàn tất việc tranh chấp của chủ cũ.
Quá thời gian quy định trong hợp đồng, bà H và ông L không thể thỏa thuận gia hạn. Ngày 20 tháng 7 năm 2009, nguyên đơn Phan Thanh L khởi kiện bị đơn Trương Thị Ngọc H về việc không thực hiện hợp đồng, yêu cầu phạt cọc. Tòa án nhân dân quận Phú Nhuận, Thành phố Hồ Chí Minh thụ lý vụ án rồi xét xử sơ thẩm; vụ án lần lượt phúc thẩm ở Tòa án nhân dân Thành phố Hồ Chí Minh, giám đốc thẩm ở Tòa Dân sự Tòa án nhân dân tối cao, đi tới nhận định cuối cùng để xét xử sơ thẩm lại.

## Tranh tụng

### Nguyên đơn
Theo đơn khởi kiện, nguyên đơn Phan Thanh L trình bày rằng: ngày 12 tháng 5 năm 2009, Trương Hồng Ngọc H thỏa thuận bán cho nguyên đơn căn nhà số 1222C (số mới là 25/2) đường 43, phường Tân Quy, Quận 7, Thành phố Hồ Chí Minh do bà H đứng tên mua đấu giá của cơ quan thi hành án dân sự Thành phố Hồ Chí Minh theo quyết định giao tài sản ngày 2 tháng 3 năm 2009. Sau khi thỏa thuận, nguyên đơn đặt cọc cho bị đơn 2,0 tỷ đồng. Theo hợp đồng đặt cọc, các bên thỏa thuận kể từ ngày ký hợp đồng, bị đơn phải hoàn tất các thủ tục để được cấp giấy chứng nhận quyền sở hữu đối với căn nhà nêu trên, sau đó sẽ ký hợp đồng mua bán có công chứng; nếu vi phạm thời hạn nêu trên, bị đơn phải chịu phạt số tiền tương đương với tiền cọc là 2,0 tỷ đồng. Đến hạn ngày 12 tháng 6 năm 2009, bị đơn không thực hiện theo thỏa thuận, nên các bên không thể thực hiện theo hợp đồng. Ngày 1 tháng 7 năm 2009, bị đơn gửi thư yêu cầu nguyên đơn gia hạn 60 ngày. Ngày 7 tháng 7 năm 2009, nguyên gửi thư trả lời không đồng ý cho bị đơn gia hạn và yêu cầu bị đơn trả lại tiền cọc cùng với tiền phạt cọc như đã thỏa thuận. Sau năm tháng vi phạm hợp đồng, bị đơn vẫn không thực hiện đúng cam kết, nguyên đơn khởi kiện yêu cầu bị đơn phải hoàn trả tiền cọc và phạt cọc, tổng cộng 4,0 tỷ đồng.

### Bị đơn và đương sự
Bị đơn Trương Hồng Ngọc H trình bày rằng: bị đơn thừa nhận có thỏa thuận đặt cọc để bán căn nhà nêu trên cho nguyên đơn, như nguyên đơn đã trình bày. Sau khi nhận đặt cọc, bị đơn đã cố gắng hoàn tất thủ tục để được cấp giấy chứng nhận quyền sở hữu nhà trong thời hạn 30 ngày như đã thỏa thuận, nhưng do trở ngại khách quan, không thực hiện được. Bà thừa nhận đã vi phạm cam kết với nguyên đơn, bà đồng ý trả lại tiền cọc và tiền lãi suất theo quy định, không đồng ý phạt cọc.
Người có quyền lợi, nghĩa vụ liên quan là Lại Quang T trình bày: ông T sống chung với bà H từ năm 1997 đến nay, không đăng ký kết hôn. Căn nhà trên là tài sản chung của ông T và bà H, ông thừa nhận đã cùng bà H nhận tiền đặt cọc của ông L. Ông đồng ý trả lại tiền cọc và tiền lãi cho ông L theo quy định của pháp luật, chứ không đồng ý phạt cọc như yêu cầu của ông L.

## Xét xử

### Sơ thẩm
Ngày 11 tháng 11 năm 2009, tại trụ sở tòa ở số 34 đường Nguyễn Văn Trỗi, Phường 15, quận Phú Nhuận, phiên sơ thẩm đã diễn ra, Tòa án nhân dân quận Phú Nhuận, Thành phố Hồ Chí Minh quyết định: chấp nhận yêu cầu khởi kiện của Phan Thanh L có Dương Nguyễn Y L đại diện. Buộc bị đơn Trương Hồng Ngọc H trả cho nguyên đơn Phan Thanh L 4,0 tỷ đồng ngay sau khi án có hiệu lực pháp luật. Ngoài ra, Tòa án cấp sơ thẩm còn quyết định về án phí và quyền kháng cáo.

### Phúc thẩm
Ngày 18 tháng 11 năm 2009, bị đơn Trương Hồng Ngọc H kháng cáo không đồng ý với bản án sơ thẩm. Ngày 19 tháng 11, đương sự liên quan Lại Quang T kháng cáo không đồng ý với bản án sơ thẩm. Ngày 6 tháng 5 năm 2010, tại số 131 đường Nam Kỳ Khởi Nghĩa, phường Bến Thành, Quận 1, Thành phố Hồ Chí Minh, phiên xét xử phúc thẩm diễn ra, Tòa án nhân dân Thành phố Hồ Chí Minh quyết định: giữ nguyên bản án dân sự sơ thẩm năm 2009 của Tòa án nhân dân quận Phú Nhuận, Thành phố Hồ Chí Minh. Chấp nhận yêu cầu của Phan Thanh L, buộc Trương Hồng Ngọc H trả cho nguyên đơn 2,0 tỷ đồng tiền cọc và 2,0 tỷ đồng tiền phạt cọc. Tổng cộng 4,0 đồng ngay sau khi bản án có hiệu lực pháp luật.
Tòa phúc thẩm duy trì quyết định áp dụng biện pháp khẩn cấp tạm thời ngày 4 tháng 5 năm 2010 của Tòa án nhân dân Thành phố Hồ Chí Minh, về việc cấm chuyển dịch quyền về tài sản đối với nhà đất tại số 25/2 đường 43, Tân Quy, Quận 7, Thành phố Hồ Chí Minh. Ngoài ra, Tòa án cấp phúc thẩm còn quyết định về án phí.

### Kháng nghị
Ngày 23 tháng 6 năm 2010, Trương Hồng Ngọc H có đơn khiếu nại với nội dung không đồng ý bồi thường tiền cọc, vì cho rằng nguyên nhân dẫn đến việc không thực hiện được thỏa thuận đúng thời hạn là do yếu tố khách quan, cụ thể là do cơ quan thi hành án chậm sang tên sở hữu nhà cho bà H, nên bà H không thể chuyển tên cho ông L.
Ngày 18 tháng 11 năm 2011, Chánh án Tòa án nhân dân tối cao Trương Hòa Bình kháng nghị bản án phúc thẩm nêu trên theo thủ tục giám đốc thẩm, đề nghị Tòa Dân sự Tòa án nhân dân tối cao xét xử hủy bản án phúc thẩm nói trên và hủy bản án dân sự sơ thẩm năm 2009 của Tòa án nhân dân quận Phú Nhuận, Thành phố Hồ Chí Minh, giao hồ sơ cho Tòa án nhân dân quận Phú Nhuận, thành phố Hô Chí Minh xét xử sơ thẩm lại theo đúng quy định của pháp luật.

## Giám đốc thẩm
Ngày 23 tháng 2 năm 2012, với yêu cầu kháng nghị của Chánh án Tối cao và sự nhất trí của Viện Kiểm sát, Tòa Dân sự Tòa án nhân dân tối cao đã mở phiên xét xử giám đốc thẩm tại trụ sở tòa ở số 48 đường Lý Thường Kiệt, quận Hoàn Kiếm, Hà Nội. Tại phiên tòa giám đốc thẩm, đại diện Viện kiểm sát nhân dân tối cao đề nghị Hội đồng xét xử giám đốc thẩm chấp nhận kháng nghị của Chánh án Tòa án nhân dân tối cao huỷ bản án phúc thẩm, sơ thẩm nêu trên.

### Nhận định của Tòa án
Ngày 12 tháng 5 năm 2009, nguyên đơn đặt cọc 2,0 tỷ đồng cho bị đơn để mua căn nhà nêu trên, do bị đơn đứng tên mua đấu giá của cơ quan thi hành án dân sự Thành phố Hồ Chí Minh. Hợp đồng có thỏa thuận về thời hạn, việc thực hiện và phạt cọc như trình bày của các bên. Bị đơn không đồng ý phạt cọc, chỉ đồng ý trả tiền cọc cùng với lãi suất theo mức lãi suất của ngân hàng, vì cho rằng nguyên nhân dẫn đến việc bà không thực hiện được đúng cam kết là do cơ quan thi hành án dân sự chậm sang tên cho bà.
Xét yêu cầu đòi phạt tiền đặt cọc của nguyên đơn, thấy rằng, tại thời điểm ông L đặt cọc 2,0 tỷ đồng cho bị đơn, bà H đã nhận nhà nhưng chưa làm thủ tục sang tên do cơ quan thi hành án dân sự Thành phố Hồ Chí Minh đang quản lý toàn bộ giấy tờ có liên quan đến căn nhà. Do đó, việc bà H không đứng tên quyền sở hữu nhà trong vòng 30 ngày theo như thỏa thuận ban đầu cần phải xem xét do lỗi chủ quan của bà H không liên hệ với cơ quan thi hành án dân sự để làm thủ tục sang tên hay do lỗi khách quan của cơ quan thi hành án dân sự chậm sang tên cho bà H.
Sau khi xét xử phúc thẩm, kèm theo đơn khiếu nại, bà H còn nộp cho Tòa án nhân dân tối cao công văn của Cục thi hành án dân sự Thành phố Hồ Chí Minh. Nội dung của công văn giải thích lý do người mua trúng đấu giá là bà H vẫn chưa hoàn tất thủ tục trước bạ sang tên là do có khiếu nại của ông Nguyễn Tấn L1 yêu cầu bà Trầm Thị Kim P phải thanh toán 38 lượng vàng SJC còn nợ khi ông L1 mua căn nhà trên. Do đó, khi xét xử lại Tòa án cần phải xác minh thu thập bản chính công văn của Cục thi hành án dân sự Thành phố Hồ Chí Minh nêu trên và quy trình chuyển quyền sở hữu cho người mua trúng đấu giá của cơ quan thi hành án dân sự. Tòa án cấp sơ thẩm và Tòa án cấp phúc thẩm chưa xác minh, làm rõ những vấn đề trên, mà đã chấp nhận ngay yêu cầu khởi kiện của nguyên đơn để buộc bị đơn chịu phạt cọc với số tiền 2,0 tỷ đồng là chưa đủ căn cứ.

### Quyết định
Từ những nhận định này, Hội đồng xét xử Tòa Dân sự Tòa án nhân dân tối cao ra quyết định: hủy bản án dân sự phúc thẩm năm 2010 của Tòa án nhân dân Thành phố Hồ Chí Minh, và hủy bản án dân sự sơ thẩm năm 2009 của Tòa án nhân dân quận Phú Nhuận, Thành phố Hồ Chí Minh, về vụ án tranh chấp hợp đồng đặt cọc giữa nguyên đơn là ông Phan Thanh L với bị đơn là bà Trương Hồng Ngọc H; người có quyền lợi, nghĩa vụ liên quan là ông Lại Quang T. Giao hồ sơ cho Tòa án nhân dân quận Phú Nhuận, Thành phố Hồ Chí Minh xét xử sơ thẩm lại theo đúng quy định của pháp luật.